# پرچم جمهوری آفریقای مرکزی

پرچم جمهوری آفریقای مرکزی با تناسب ۳:۵

پرچم جمهوری آفریقای مرکزی با دو تناسب ۲:۳ و ۳:۵ در ۱ دسامبر ۱۹۵۸ پذیرفته شد. این پرچم از ۴ نوار افقی هم‌اندازهٔ آبی (در بالا)، سفید، سبز و زرد (در پایین) تشکیل شده است که نوار عمودی سرخرنگی از میان آنها می‌گذرد. همچنین ستارهٔ پنج‌پر زردرنگی در بالای سمت اهتزاز پرچم در نوار آبی‌رنگ قرار دارد. رنگ‌های پرچم جمهوری آفریقای مرکزی که در ۱۳ اوت ۱۹۶۰ از فرانسه استقلال یافت دراصل ترکیبی است از رنگ‌های پان-آفریقایی سبز، زرد و قرمز و رنگ‌های تشکیل‌دهندهٔ پرچم فرانسه شامل آبی، سفید و قرمز.

## نمادشناسی
در این پرچم رنگ سرخ نماد خون‌هایی است که در راه کسب استقلال کشور ریخته شده، آبی نشانهٔ آسمان و آزادی، سفید نماد صلح و وقار، سبز نشانهٔ امید و ایمان و زرد نماد بردباری است. ستارهٔ پنج‌پر زردرنگ موسوم به ستارهٔ استقلال نیز نشانهٔ آینده‌ای درخشان است.
همچنین دلیل قرار گرفتن رنگ سرخ به‌صورت نواری عمودی بر دیگر رنگ‌ها تأکید بر لزوم احترام متقابل بین دو طرف اروپایی و آفریقایی است.

## پرچم‌های دیگر

پرچم امپراتوری ژان بدل بوکاسا (۱۹۷۶-۱۹۷۹)